# Alan Beaumont (cầu thủ bóng đá)
Alan Beaumont (9 tháng 1 năm 1927 – 1999) là một cầu thủ bóng đá người Anh.
Beaumont có 5 lần ra sân ở Football League trong mùa giải 1948–49 cho Chester nhưng không thi đấu cho câu lạc bộ nữa. Trước đó ông thi đấu cho South Liverpool và sau đó gia nhập New Brighton.

## Tiểu sử
- Sumner, Chas (1997). On the Borderline: The Official History of Chester City F.C. 1885-1997. Yore Publications. ISBN 978-1-874427-52-0.